# Теру (бог)
Теру — стародавній бог погоди, якому поклонялися хатті. Він асоціювався з биком, і міг бути зображений у вигляді цієї тварини. Передбачається, що його функції схожі з більш давнім протоарійським богом Перквуном.
Хетський бог Тергуна і лувійський бог Тергунт, хоча й походили від Перквуна, мали більш схожі імена з Теру внаслідок культурного впливу хаттів на ці культури Причорноморського регіону.

## Історія
Теру був хатським богом погоди. Термін «хатті» належить до корінних жителів Південного Причорномор'я. Вважалося, що як бог погоди він керує такими явищами, як грім і блискавка; крім того, він відповідав за добробут людей і тварин, а також за ріст рослин. Гімн, присвячений йому, зосереджується на проханнях урожаю зерна.
У клинописі ім'я Теру писалося як Ta-a-ru, Da-a-ru або спорадично Ša-a-ru. Було припущення, що ім'я Теру пов'язано зі словом taurus і ширше з термінами, що стосуються цього кореня в різних індоєвропейських і семітських мовах, але це питання залишається дискусійним. Він міг бути зображений у формі бика. Окрім символічної тварини, його атрибутами були булава та блискавка.
Згодом використання одних і тих самих логограм для позначення великої кількості богів погоди (анатолійського, хурритського, месопотамського) у хетських текстах призвело до взаємообміну рисами між ними, і створення того, що Майкл Б. Гандлі описав як «сузір'я божеств зі спільними рисами, які, незважаючи на це, часто зберігають свою індивідуальність».
Теру був поєднаний з богинею Сонця Арінною і вважався батьком Теліпіну, Інари та Мезули. Богиня Zintuḫi в хатській культурі вважалася онукою бога погоди.